# Sint-Maria-Geest
Sint-Maria-Geest (Frans: Sainte-Marie-Geest), is een dorp in de Belgische provincie Waals-Brabant. Het ligt in Sint-Jans-Geest, een deelgemeente van Geldenaken. Het dorp ligt aan de Grote Gete, anderhalve kilometer ten westen van het centrum van Sint-Jans-Geest. Verder ten westen ligt het dorp Sint-Remigius-Geest.

## Geschiedenis
Op de Ferrariskaart uit de jaren 1770 is de plaats weergegeven als het dorp St. Marie Geest. Op het eind van het ancien régime werd het een gemeente, maar deze werd in 1811 al opgeheven en aangehecht bij Sint-Jans-Geest.

## Bezienswaardigheden
- De Sint-Petruskerk (Église Saint-Pierre) heeft een vroeg-gotisch koor uit de 1e helft van de 13e eeuw en voor het koor een romaanse toren uit de 2e helft van de 12e eeuw. Beide delen zijn gebouwd in Gobertangesteen. Het neoromaans schip is van 1887.

## Natuur en landschap
Sint-Maria-Geest ligt aan de Grote Gete (hier Grande Gette genaamd). De hoogte aan de kerk bedraagt 62 meter.

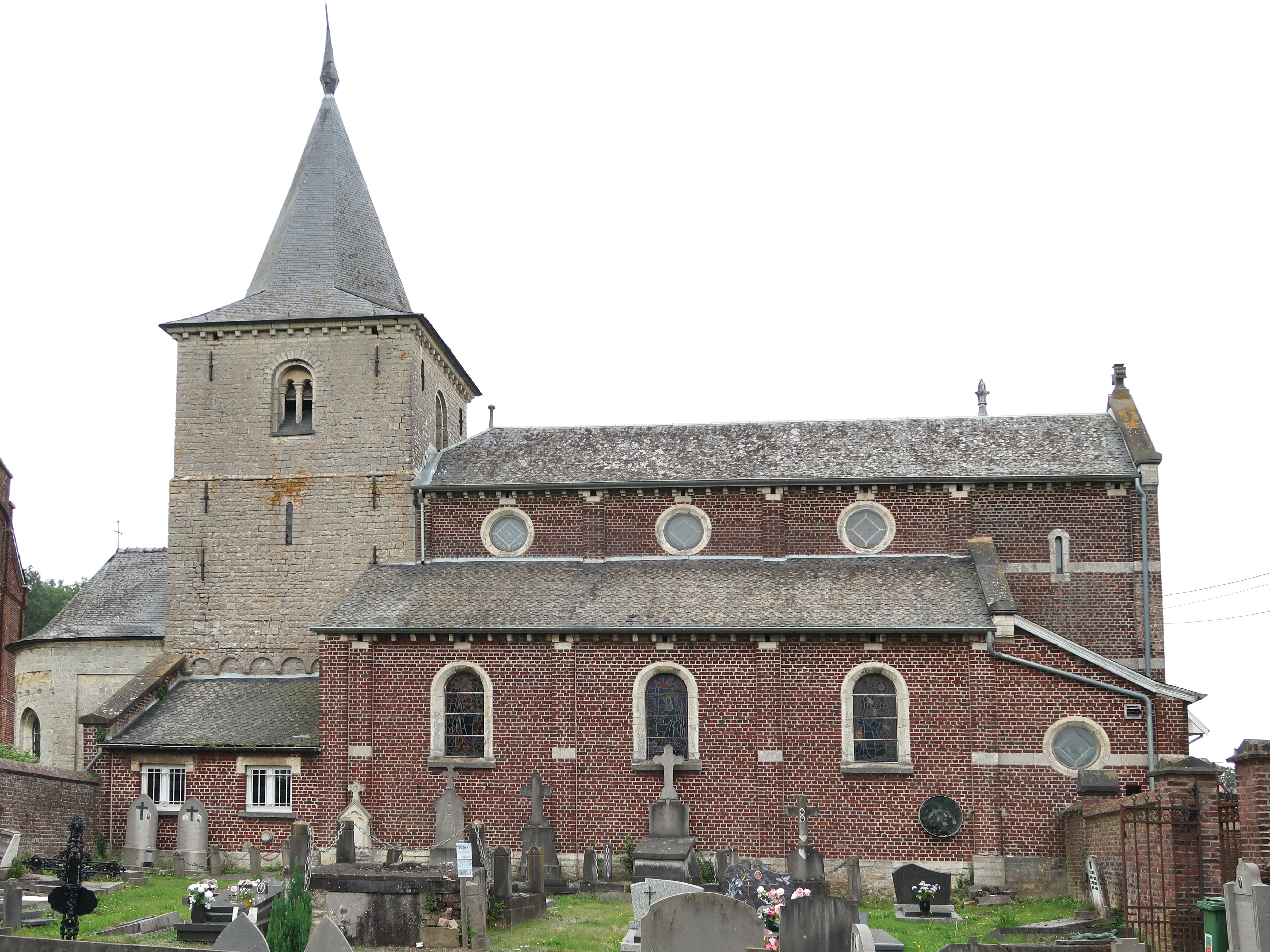
De Sint-Petruskerk

## Nabijgelegen kernen
Sint-Jans-Geest, Sint-Remigius-Geest, Geldenaken
Deelgemeenten: Dongelberg · Geldenaken · Jauchelette · Lathuy · Malen · Opgeldenaken · Petrem · Sint-Jans-Geest · Sint-Remigius-Geest · Zittert-Lummen

Overige dorpen en gehuchten: Brocui · Genville · Gobertange · Herbais · Maison du Bois · Molembais-Saint-Josse · Piétremeau · Sint-Maria-Geest · Sart-Mélin

Belgische gemeenten · Arrondissement Nijvel · Waals-Brabant · Wallonië